# Ovis orientalis
El muflón, carnero o urial (Ovis orientalis) es una especie de mamífero artiodáctilo de la familia de los bóvidos, en la que se incluye a las ovejas domésticas y los carneros salvajes euroasiáticos denominados muflones y uriales.

## Taxonomía

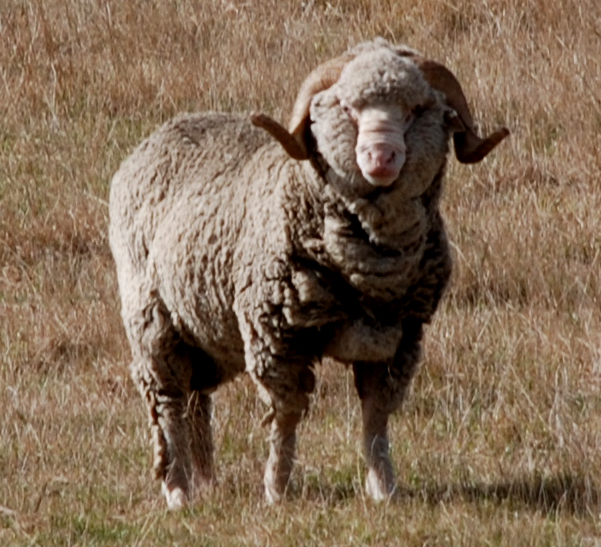
Carnero de raza merina.

Linneo clasificó a las ovejas domésticas en 1758 en la especie Ovis aries. Al demostrarse que las ovejas domésticas actuales pertenecían a la misma especie que su antepasado silvestre, el muflón asiático clasificado como Ovis orientalis (oveja oriental), había que asignar un único nombre científico para ambos. Generalmente en casos como éste se aplicaría el principio de prioridad usado en la nomenclatura científica, que establece que debe permanecer como nombre específico el que se hubiera registrado primero, siendo aries el más antiguo. Pero la Comisión Internacional de Nomenclatura Zoológica determinó en 2003 en la opinión 2027 que las ovejas, al igual que otras 17 especies domésticas, debían nombrarse como su variedad salvaje, Ovis orientalis, para evitar la paradoja de que los linajes anteriores, los silvestres, fueran nombrados como subespecies de sus descendientes. Por lo tanto el nombre específico que prevalece para las ovejas domésticas, muflones y uriales es Ovis orientalis, quedando el término aries como nombre trinomial que designa a la subespecie doméstica.

### Subespecies

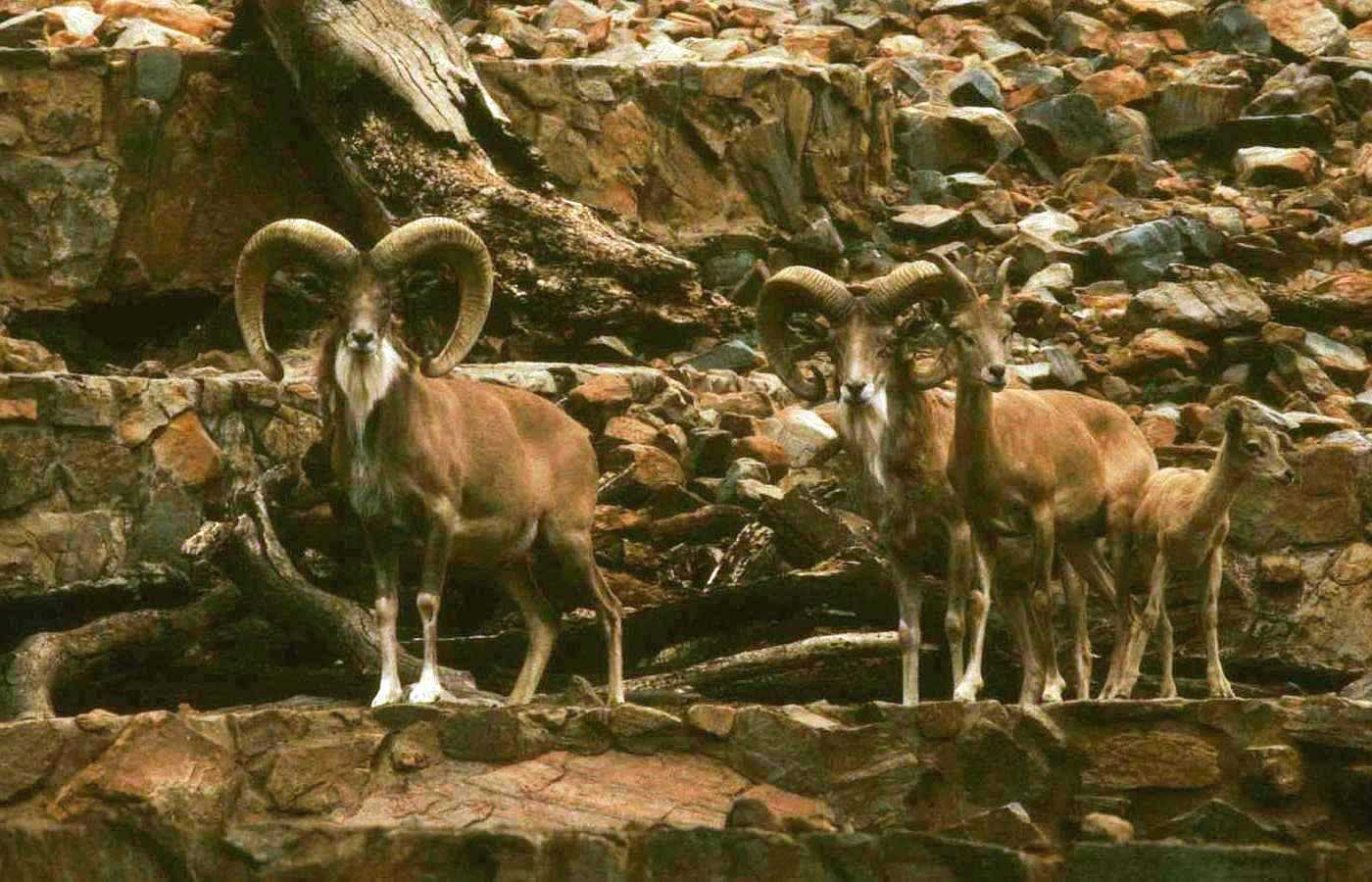
Grupo de uriales (O. orientalis vignei).

Se reconocen ocho subespecies de Ovis orientalis:
- Ovis orientalis aries, oveja doméstica.
- Ovis orientalis arkal, urial transcaspiano.
- Ovis orientalis cycloceros, urial afgano.
- Ovis orientalis isphahanica, muflón de Esfahan.
- Ovis orientalis laristanica, muflón de Laristan.
- Ovis orientalis musimon, muflón europeo.
- Ovis orientalis ophion, muflón de Chipre.
- Ovis orientalis orientalis, muflón asiático.